# Виља Мерседес
Виља Мерседес (шп. Villa Mercedes) је град у Аргентини у покрајини Сан Луис. Према процени из 2005. у граду је живело 106.377 становника.

## Становништво
Према процени, у граду је 2005. живело 106.377 становника.
| 1980.  | 1991.  | 2001.  |
| ------ | ------ | ------ |
| 50.992 | 77.077 | 96.781 |